# Ransoneringen i Sverige under andra världskriget
Ransoneringen i Sverige under andra världskriget infördes som svar på den brist som landet upplevde på flera importvaror. Det innebar att restriktioner i tilldelningen av så kallade nödvändighetsvaror infördes, bland annat på olika livsmedel under perioden 1939–1945.

## Bakgrund till livsmedelsransoneringen

### Livsmedelstillgången

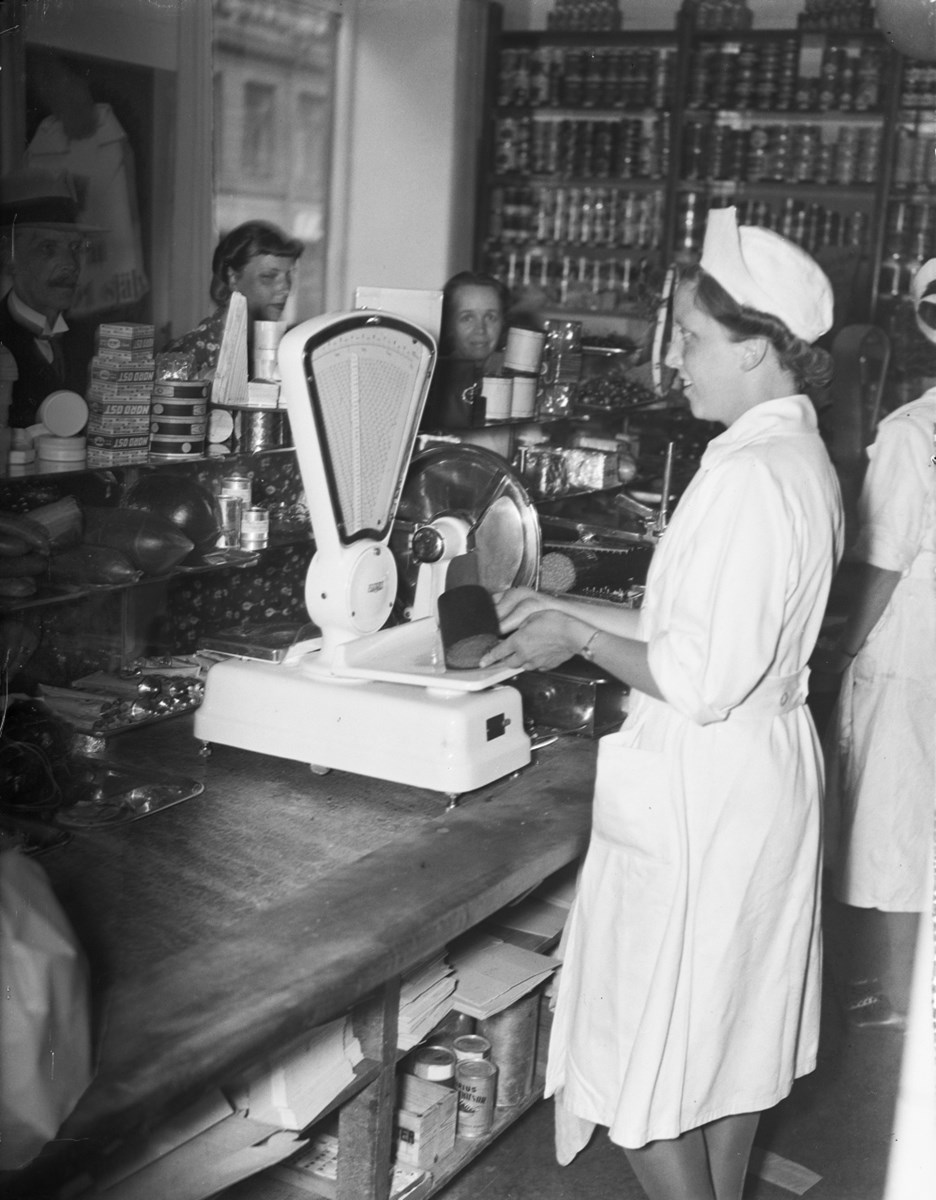
Brödransoneringen 1940. Kvinna i vit rock väger bröd åt kunder i en mataffär.

Under 1930-talet hade det svenska lantbruket uppnått en hög produktionsnivå där ca 92 % av konsumtionen kunde tillgodoses av det svenska lantbruket. Axel Gjöres, folkhushållningsminister från 1941–1946 berättar i sina memoarer att illusionen om självförsörjning fallerade under krigstiden eftersom jordbruksproduktionen var beroende av olika importvaror. En ökad import av jordbruksvaror var av väsentlig betydelse för Sveriges självförsörjning. Exkluderande import var den verkliga självförsörjningen enbart 78 %. Däremot är dessa procenttal väldigt osäkra.

### Produktionsförmåga
Produktionsförmågan ökade från 1920-talet till 1930-talet med ca 25–30 %. Detta berodde på förbättrade utfodrings- och brukningsmetoder. Under samma period minskade mängden arbetare inom yrket med 10 % och en ännu större procentsats för de personer som var direkt kopplade med jordbruket. Under dessa två decennier ökade produktiviteten med 50 % eller 2,5 % per år vilket möjliggjordes av den snabbt expanderande industrin. Tiden innan första världskriget arbetade ungefär 50 % av Sveriges befolkning inom jordbruket. I tider av kris betydde det att det fanns färre personer som såg till att befolkningen fick sina livsmedel. Utmaningarna blev därav större än de vid första världskriget då en ökad problematik uppstod när färre arbetade inom jordbruket.
Självförsörjningsgraden skilde sig från år till år. Under åren 1941–1942 och 1947–1948 understeg graden 90%. Däremot under 1942–1943 samt 1943–1944 uppnådde Sverige en självförsörjning till 100 % sett till kalorier producerade kontra kalorier konsumerade. Det beräknas att en tredjedel av den ökade produktionen under krigsåren 1939–45 kom i form av tömda lager av främst brödsäd och socker.

### Importproblematiken
Den tyska ockupationen av Norge och Danmark inleddes 9 april 1940 och resulterade i att den svenska handelssituationen förändrades. Engelsmännen införde en blockad för alla fartyg på väg mot Skandinavien. Tyskarna kontrade med en minspärr som sträckte sig mellan Jyllands nordspets och Norges sydspets, även kallad Skagerackspärren. Sveriges handelsvägar västerut blev därmed avspärrade och ena halvan av fartygsflottan satt fast i svenska hamnar och den andra halvan var spridd över världen utan möjlighet att återvända hem. I och med importstoppet konstaterades att förråden på många viktiga importvaror skulle bli tömda inom tre till tolv månader.
Februari 1941 bröts den svenska isoleringen genom ett avtal med både Tyskland och England. Enbart fyra fartyg i månaden fick åka i vardera riktning och trots den kvantitativa begränsningen blev importen ett livsviktigt tillskott för de svenska folkhushållen. Fartygens lastinnehåll bestod av exotiska varor såsom kaffe, apelsiner och bananer. Sveriges import halverades under krigsåren 1941–1945 givet importsvårigheterna. Importhalveringen påverkade befolkningen på två sätt, dels en minskning av import av direkta livsmedel, dels en minskning av råvaror såsom råolja, konstgödsel och drivmedel till det egna jordbruket.

## Ransoneringssystemet under andra världskriget

### Beredskap
Ransoneringen i Sverige kom under andra världskriget att ha ett ransoneringssystem som var snarlikt det under första världskriget, med ransoneringskort. Det första beredskapsarbetet var att göra en grundlig och tillförlitlig inventering av Sveriges tillgångar av livsmedel. Den första inventeringen skedde i december 1939, några månader innan den första ransoneringen fick träda i verk. Fortsättningsvis genomfördes regelbundna inventeringar varje kvartal till och med 1945 med ett växande antal varuslag. Dessutom behövde man undersöka varornas produktion och import grundligt. För att distributionen skulle bli så jämlik som möjligt skedde därefter undersökningar om inom vilka konsumentgrupper varorna konsumerades mest i. Utifrån dessa undersökningar bestämdes därefter vilka som fick tilldelning samt tilldelningarnas storlek.
Utöver beredskap gällande hur varorna skulle implementeras i ransoneringssystemet uppkom en problematik gällande hur man skulle kunna säkerställa att varorna gick till de gemensamma tillgångarna som skulle fördelas och inte såldes vid sidan av. Viktigast var varor såsom mejeriprodukter, kött och fisk. Vidare var det önskvärt att befolkningen kunde gå till affären och handla som om det vore normala tider till den utsträckning som var möjlig  och att affärerna skulle kunna fylla på sina lager.

### Allmän uppbyggnad

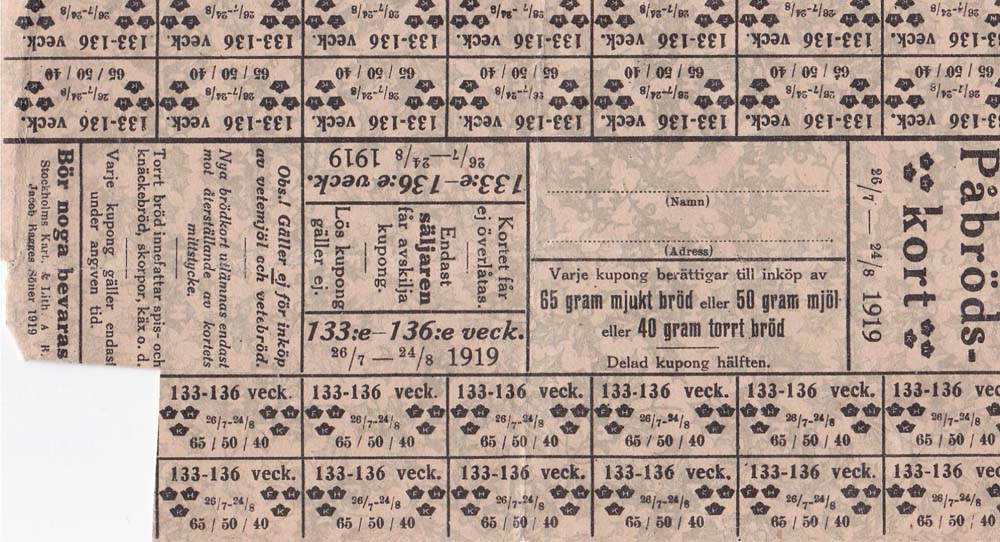
Påbrödskort 1919. Berättigande till viss mängd bröd och mjöl utöver normalransonen. Tilldelades ofta till människor med tungt arbete.

Ransoneringssystemets främsta syfte var att fördela landets livsmedelstillgångar utifrån individuellt behov. Det skedde alltså en differentiering utifrån yrke samt ålder, en vuxen man som utförde tungt skogsarbete fick en större mängd livsmedel än en jämnårig man som utförde ett lättare arbete. Grundransonerna beräknades utifrån landets totala tillgångar och under år med missväxt och importproblematik ändrades ransonerna per dag och person. Alla varor var inte ransonerande ständigt under krigsperioden utan olika varor ransonerades vid olika tidpunkter.

### Konsumtion och köpkraft
Ransoneringen var inte det enda som påverkade den enskilde svensken och dess möjlighet till att upprätthålla en försörjning. Det berodde även på priserna för olika varor i relation till hur lönerna utvecklades under krigsåren. Ett av de största inrikespolitiska problemen var den kraftiga inflationen i början av kriget. Priserna ökade, dels beroende på den ovannämnda importproblematiken, och dels på grund av att delar av produktionen gick till militära ändamål vilket minskade andelen till de civila. När mängden av varor fortsatte att minska, ökade inflationen därefter. Aktörerna på marknaden ville gardera sig för framtida svårigheter. Subventionsåtgärder infördes för att dämpa de direkta prisökningarna av dåvarande finansminister Ernst Wigforss. Då statsutgifterna ökade, ökade även kritiken mot subventionerna. Liberalernas Bertil Ohlin och Ivar Anderson från högern hade båda kritiska synpunkter på åtgärden. Parallellt med subventionerna infördes ett rabattsystem vars syfte från början var att lindra priserna för låginkomstfamiljer. Rabatterna ökade däremot oavbrutet och 1944 hade mellan 30 och 40 % av befolkningen någon form av rabatt. 
Löneökningarna var inte i takt med de snabba prisutvecklingarna i början av krigsåren. Därav upplevdes det som en lönesänkning för de flesta i och med en minskad köpkraft för nästintill samtliga invånare. Ransoneringssystemet och köpkraftsutvecklingen minskade individens livsmedelskonsumtion per år vilket var regeringens mål då de knappa livsmedel skulle fördelas rättvist till hela befolkningen. Med ransoneringen tillkom även ransoneringsbrottslighet och en svart marknad där varor handlades illegalt.

## Ransoneringsbrottsligheten
Ransoneringsbrottsligheten var inget som skulle betecknats som kriminellt under normala tider. Den innebar att folk sålde och köpte varor som de alltid gjort vilket i myndigheternas ögon sågs som en illojal handling mot sina medmänniskor. Myndigheterna hade stora svårigheter att kontrollera om smyghandel hände. Därför var det av största vikt att tanken om samhällslojalitet var förankrad hos opinionsbildarna. Huruvida ransoneringssystemet skulle funka i praktiken berodde således på befolkningens samarbetsvilja.

### Folkopinionen
Inställningen till ransoneringssystemet av allmänheten visade att det verkade omöjligt för befolkningen att följa kristidshushållningarna. Istället var uppfattningen att ransoneringssystemet var ett resultat av myndigheternas överdrivna försiktighet och därför kunde regleringarna ignoreras utan större betänkande. Tilliten till myndigheterna var till stor del en faktor i hur regleringarna uppfattades av allmänheten. Eftersom krismyndigheterna gjorde såpass många misstag kunde befolkningen också göra misstag. Det förekom även insändare och satirteckningar som ironiserade över myndigheternas misstag. Exempelvis riktades kritiken på rabattkorten, så kallade U-kort som gavs till låginkomsthushåll. Kritikerna kallade dessa kort för "Jokern" då de ansåg att korten delades ut på måfå.

### Kontroll av Ransoneringsystemet
Ransoneringssystemet fungerade inte felfritt. Livsmedelskommissionens sammanställningar av olika kontroller vid kötthandlare under sommaren 1945 visade att drygt 20% av över 1000 butiker kontrollerade klarade sig utan anmärkning. Den illegala handeln tydde även på att leveranssättet inte var felfritt heller då för någon att kunna köpa eller sälja varor utan ransoneringskort behövde svarta inköp göras utan Ransoneringskort.
Livsmedelskommissionen ansåg att myndigheterna kunde acceptera en avvikelse upp till 5% gällande omsättningen. Vid större avvikelser skulle tjänstemannen göra en egen bedömning huruvida affären handlade illegalt eller inte. Handlaren skulle alltid få möjligheten att förklara sig själv men om tjänstemannen inte fann ursäkten trovärdig gick det vidare till polisutredning.

## Typer av ransoneringsbrott

### Varubrott
- Enskilda personers brott angående livsmedel. Handlare som sålde en vara utan att ta emot kuponger. Privatpersoner som sålde eller köpte en ransonerad vara utan att använda sin kupong. Restauranger som köpte in livsmedel utanför ransoneringssystemet.[13]

Ett typexempel för varubrott visades när två män i en portuppgång i Stockholm blev tagna på bar gärning där ena mannen stod med ett paket oxkött och den andra med en tiokronorssedel i handen. De blev bestraffade med 10 dagsböter. Däremot skedde det även varubrott av större kaliber. Exempelvis i Lenhovda omkring sydöstra Småland där Arrendatorn hade kontakter med ca 30 lantbrukare. Kundkretsen låg på omkring 500 personer och det uppskattas att 400 ton mjöl hade sålts illegalt. Detta blev Lenhovdas största fall med 71 personer åtalade.

### Kupongbrott
- Försäljning, köp, stöld eller förfalskning av ransoneringskuponger. Exempelvis restaurangägare som köpte ransoneringskuponger illegalt för sin redovisning.[16]

Dessa brott gick med största sannolikhet till stor del omärkta då det gällde mindre transaktioner mellan privatpersoner. Däremot var det en äldre dam på Stockholms krisnämnd som lyckades få tag på ransoneringskort som egentligen skulle kasseras. Hon skrev sina vänner och bekantas namn på dessa kort men blev dömd till 5 månader i fängelse.

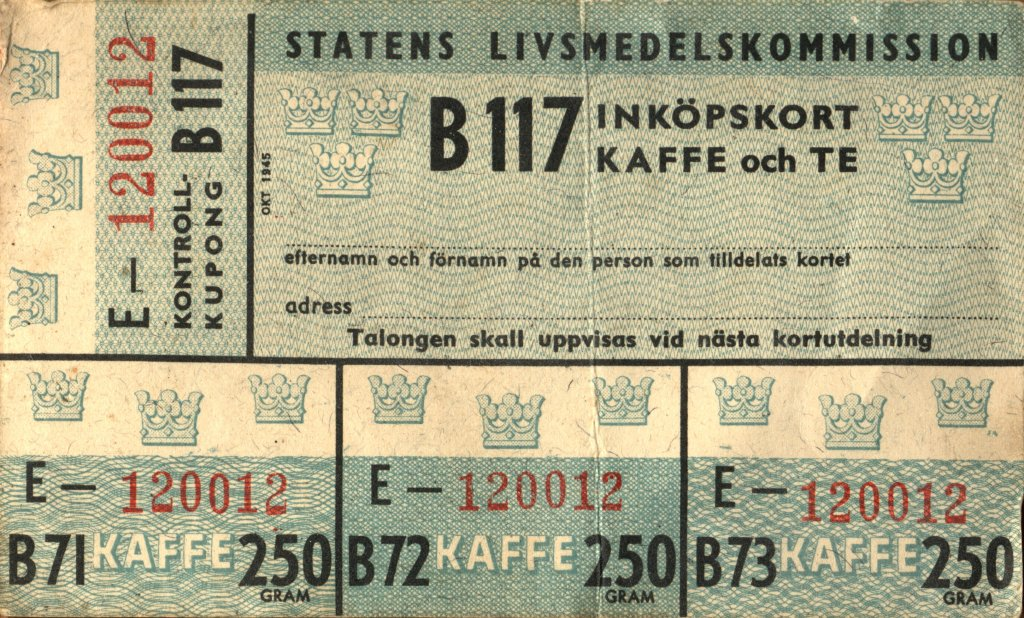
Ransoneringskort för kaffe och te under andra världskriget.

#### Förfalskning av ransoneringskuponger
1942 uppmärksammades det att förfalskade ransoneringskuponger cirkulerade i samhället. Myndigheterna hade upptäckt ett antal välgjorda förfalskningar vid en inskickad redovisning. Februari 1943 skedde ett kupongbeslag där polisen fann ransoneringskuponger med löpande nummerserier. När detta sedan undersöktes av polisen fann de att samma nummerserier redan tryckts och kunde fastställa att kupongerna var falska. Flera ligor blev påkomna under kommande år 1943–1944 där flera ton värt av kaffekuponger hade tryckts och nu cirkulerade på den svarta marknaden. Flertalet falsktryckerier fortsatte att trycka förfalskade kuponger. Livsmedelskommissionen valde att förfina tryckmetoden för att försvåra för förfalskarna men verksamheten fortsatte till sent 1940-tal.